# Kalibr
Kalibr (russisch Калибр, dt. Kaliber) ist eine russische Lenkwaffenfamilie. Die Exportbezeichnung lautet Klub. Die Lenkwaffen tragen im WMF-Index, ähnlich zum GRAU-Index, die Bezeichnung 3M54, 3M14 und 91R. Varianten der Lenkwaffe bekamen NATO-Codenamen des Verteidigungsministeriums der Vereinigten Staaten (SS-N-27 Sizzler und SS-N-30 Sagaris). Kalibr wurde in den 1980er-Jahren im Konstruktionsbüro Nowator entwickelt und wird von Almas-Antei hergestellt. Kalibr ist eine modulare Fire-and-Forget-Lenkwaffe und kann von verschiedenen Startplattformen eingesetzt werden.

## Entwicklung

3M54E

Beim Konstruktionsbüro Nowator in Jekaterinburg arbeitete man an dem Waffensystem P-900 Alfa mit dem überschallschnellen Seezielflugkörper 3M51. Zeitgleich entstand, basierend auf dem Entwurf der 3K10 Granat, der 3M14-Marschflugkörper. Aus diesen beiden Waffen wurde der 3M54-Lenkflugkörper entwickelt, der ein Turbofan-Triebwerk für den Marschflug verwendet und eine sich im Zielanflug abtrennende, überschallschnelle Gefechtskopfsektion besitzt. Durch weitere Standardisierungsmaßnahmen entstand die universell einsetzbare Kalibr-Lenkflugkörperfamilie zur Bekämpfung von See- und Landzielen. Die Lenkflugkörper können von Schiffen, U-Booten, Flugzeugen und Lkw gestartet werden. Im Jahr 1993 wurden die ersten Technologiedemonstratoren präsentiert. Die damalige angespannte finanzielle Situation der russischen Streitkräfte verhinderte zunächst eine Beschaffung. Ab 1997 wurde Kalibr unter der Bezeichnung Klub auf dem Exportmarkt angeboten. Ab 2011 wurden die ersten Schiffe und U-Boote der Russischen Seekriegsflotte mit Kalibr-Lenkwaffen ausgerüstet. Weiter soll im Rahmen des staatlichen Bewaffnungsprogramms GPW 2018-27 eine vergrößerte Kalibr-Ausführung entwickelt werden. Angestrebt ist bei einer Nutzlast von 1000 kg eine Reichweite von bis zu 4500 km.

## Varianten
Kalibr wird in fünf unterschiedliche Typen zum Einsatz gebracht: Zwei Seeflugkörper für die Schiffsbekämpfung, ein Marschflugkörper für den Einsatz gegen Landziele sowie zwei Lenkwaffentypen zur U-Boot-Bekämpfung. Bei der Konstruktion wurde darauf geachtet, dass möglichst viele gemeinsame Komponenten zur Anwendung kommen. Ein technischer Unterschied zwischen den Typen besteht im Startbooster. Während bei den schiffsgestützten Lenkflugkörpern ein Booster mit Schubvektorsteuerung zum Einsatz kommt, verwenden die Lenkwaffen für den Unterwasserstart einen größeren Dualpuls-Startbooster ohne dieses Steuersystem. Kalibr-Lenkwaffen können aus jeder Startplattform einzeln oder in kurzer Serie gestartet werden.
Für die Lenkwaffe gibt verschiedene Abschussanlagen:

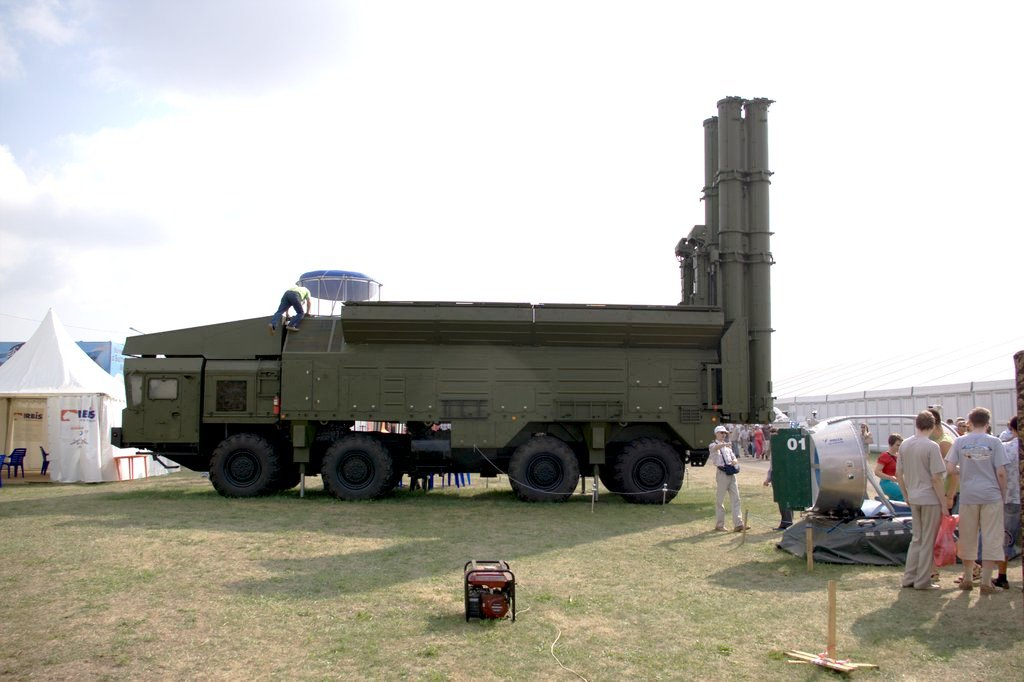
3M54 / 3M14 / 91R auf MZKT-7930-Startfahrzeug

- Kalibr-NK: für den Einsatz durch Schiffe
- Kalibr-PL: für den Einsatz durch U-Boote
- Klub-N/U: Exportversion für den Einsatz durch Schiffe
- Klub-S: Exportversion für den Einsatz durch U-Boote
- Klub-T/M: Exportversion installiert auf einem BAZ–6909/MZKT-7930-Lkw
- Klub-K: Exportversion für den Einsatz aus einem Standard-Container
- Klub-A: Exportversion für den Einsatz ab Flugzeugen wie die Su-30, Su-34 sowie Tu-22M und Tu-160[1]

## Technik

### Startplattformen
Der Abschuss unterscheidet sich je nach Startplattform. Bei der Ausführung als Luft-Boden-Lenkflugkörper, also beim Start vom Flugzeug aus, werden die Kalibr in einem Container transportiert und abgeschossen. Nach dem Start wird der Lenkflugkörper aus dem Container ausgestoßen und das Marschtriebwerk zündet.
Kalibr-NK ist die Startanlage für Schiffe. Die Flugkörper können auf zwei Arten installiert werden. In der Abschussanlage 3R14 (Exportbezeichnung 3S14E) sind die Flugkörper in geneigten Startbehältern mit jeweils zwei bis acht Startrohren auf dem Schiffsdeck untergebracht. In der Exportversion hat das Gesamtsystem die Bezeichnung Klub-U. Die Abschussanlage 3R14K (Exportbezeichnung 3S14PE) ist für den Senkrechtstart und wird unter Deck installiert. Sie ist modular aufgebaut und kann wahlweise zwei bis acht vertikale Startrohre beinhalten. Die Exportversion heißt Klub-N.
Die Ausführung Kalibr-PL dient dem Start von U-Booten aus. Die Lenkflugkörper werden aus Standardtorpedorohren mit 533 mm Durchmesser gestartet. Der Abschuss kann aus einer Tauchtiefe von bis zu 30–40 m erfolgen. Die Lenkflugkörper sind in versiegelten Schutzbehältern im Torpedoraum des U-Bootes gelagert. Für den Start wird der Schutzbehälter in ein Torpedorohr geschoben. Nach dem Ausstoßen aus dem Rohr zündet ein zusätzlicher Raketenbooster und treibt den weiterhin im Schutzbehälter eingekapselten Flugkörper zur Wasseroberfläche. Nach dem Durchstoßen der Wasseroberfläche zündet der Startbooster der Lenkwaffe und treibt diese aus dem Schutzbehälter. Danach entfalten sich die Flügel und das Turbofan-Triebwerk startet.

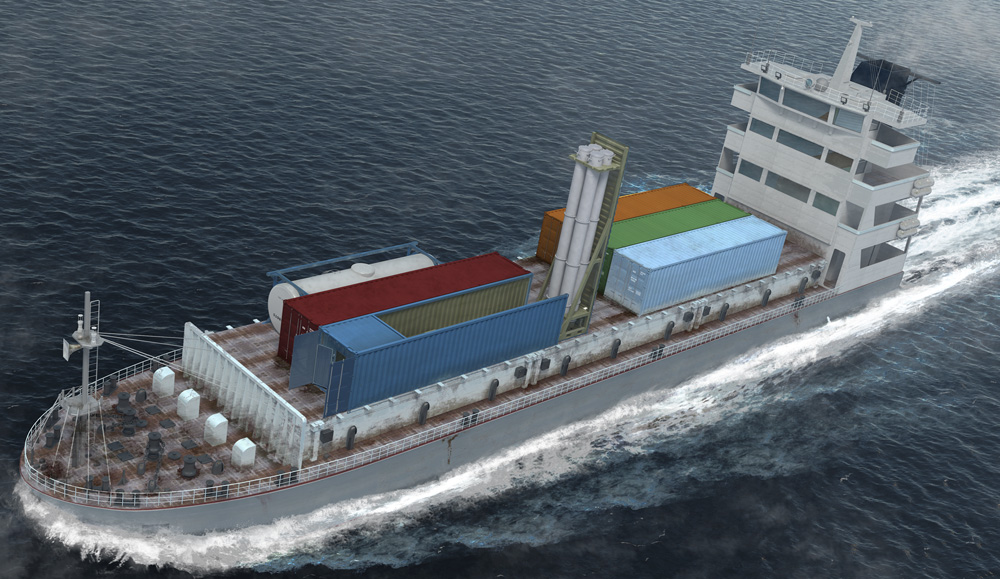
Klub-K in einem Container (Computergrafik)

Bei der Ausführung Klub-K werden die Lenkflugkörper in einem Standard-Container transportiert und direkt aus diesem gestartet. Die Container können mit üblichen Container-Transportfahrzeugen transportiert oder im Gelände abgestellt werden. Ein Container enthält vier Startrohre. Klub-K ist damit schnell verlegbar und schwierig zu lokalisieren.

### 3M54

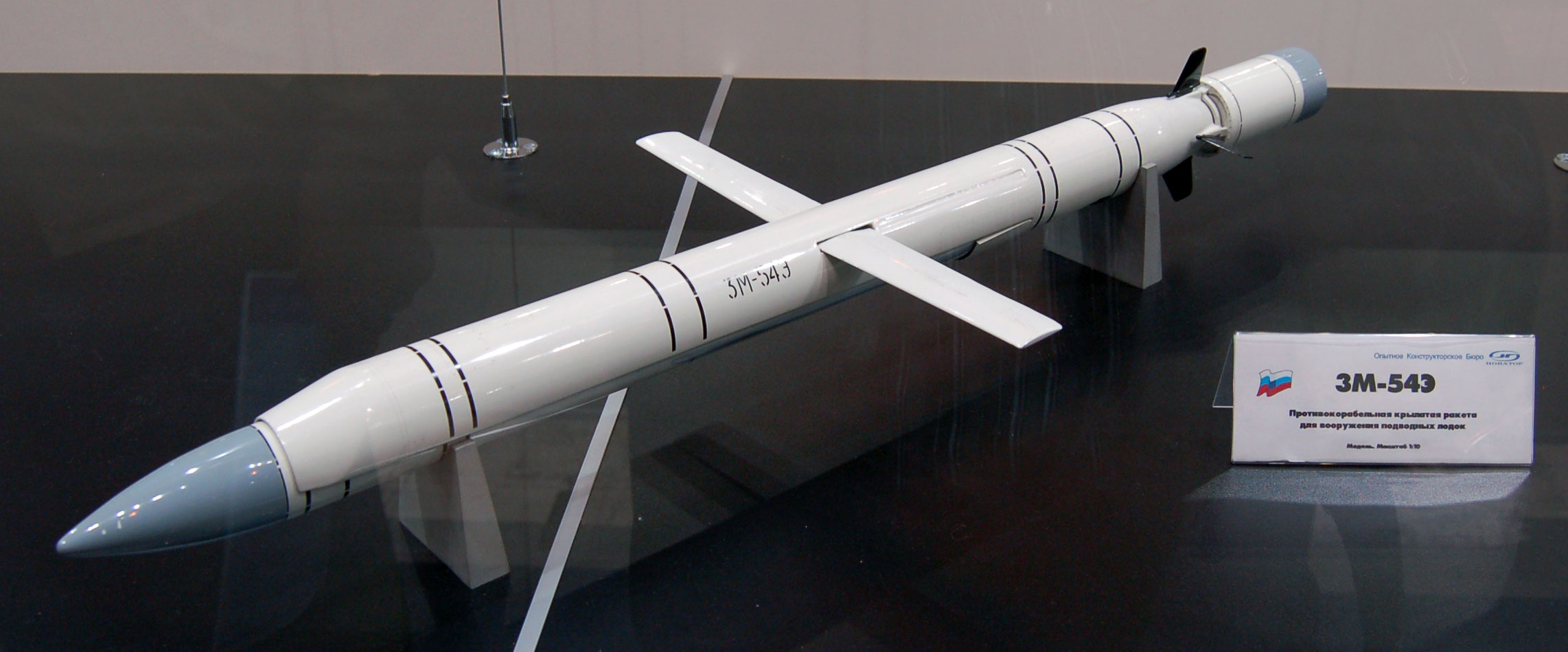
Modell einer 3M54E

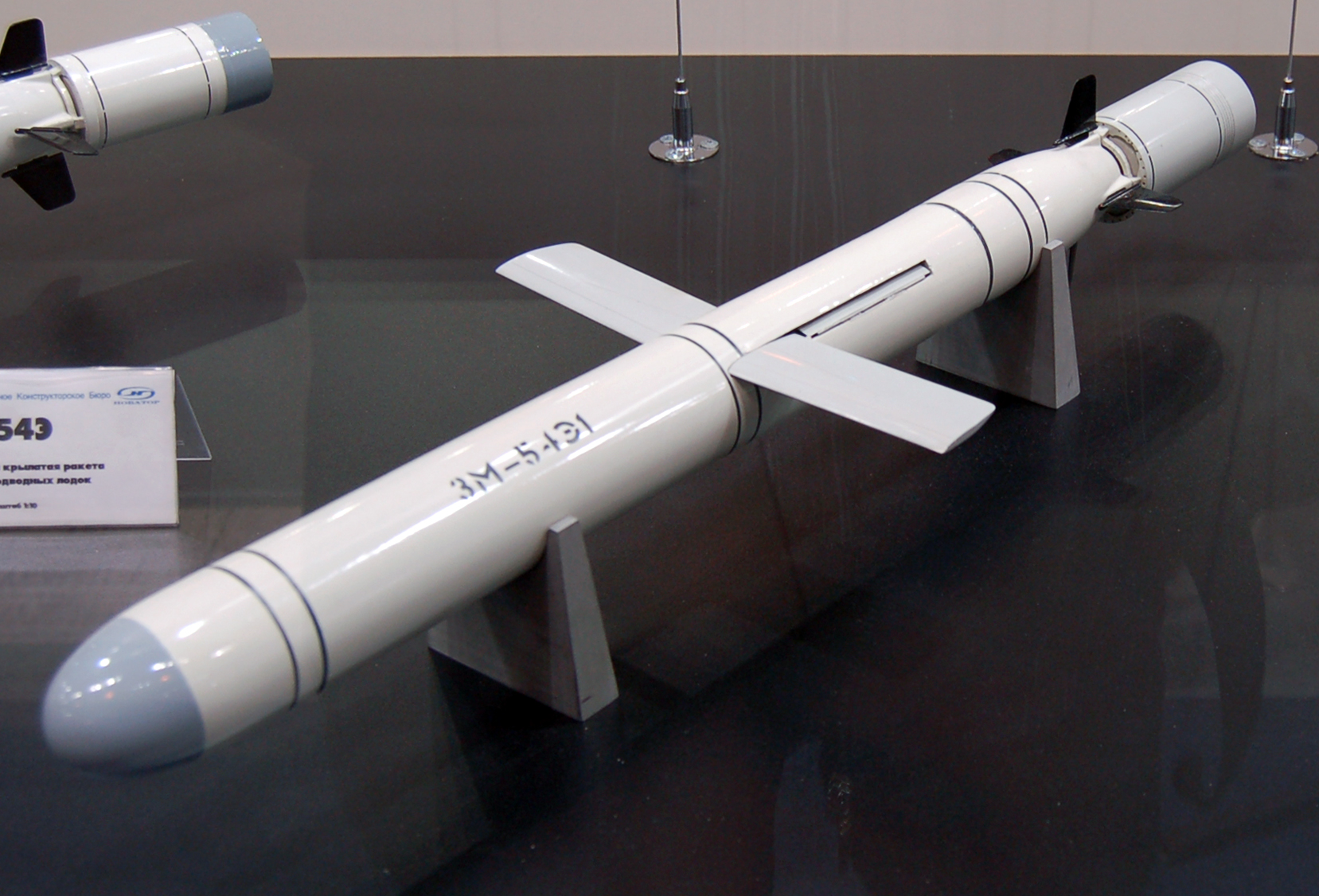
Modell einer 3M54E1

Der Lenkflugkörpertyp 3M54 (vormals Birjusa, russisch Бирюза) dient zur Schiffbekämpfung. Die Reichweite der Exportausführung beträgt rund 220 km. 3M54 ist ein dreistufiger Seezielflugkörper, bestehend aus einem Startbooster, einem Marschflugtriebwerk sowie einem sich im Zielanflug abtrennenden, überschallschnellen Gefechtskopf. Nach dem Start steigt der Flugkörper mit Hilfe des Startboosters auf eine Höhe von rund 150 m. Dort wird der Booster abgeworfen und das Marschtriebwerk der 3P51-Stufe zündet. Dabei entfalten sich am Heck vier Steuerflügel sowie in der mittleren Rumpfsektion zwei Tragflächen. Das Marschtriebwerk ist ein Turbofan-Triebwerk vom Typ 50B (37-01E) des Herstellers NPO Saturn. Es beschleunigt den Flugkörper auf eine Geschwindigkeit von Mach 0,6 bis 0,8. Der Marschflug erfolgt in einer Flughöhe von 10 bis 15 m. Ein Radarhöhenmesser sorgt für den nötigen Sicherheitsabstand zur Meeresoberfläche. Die Navigation während des Marschfluges erfolgt mittels einer Trägheitsnavigationsplattform. Aktualisierte Zieldaten können über einen Datenlink von der Startplattform zur Lenkwaffe gesendet werden. Rund 30 bis 40 km vor dem Ziel steigt der Flugkörper auf eine Höhe von rund 400 m und der aktiv arbeitende ARGS-54-Radarsuchkopf wird aktiviert. Der Suchsektor beträgt im Azimut ±45° und im Höhenwinkel +10/−20°. Der ARGS-54-Radarsuchkopf kann einen Kreuzer auf bis zu 65 km erfassen. Wurde das Ziel erfasst, wird der aktive Radarsuchkopf abgeschaltet und die Rakete mit Hilfe des passiven Radarsuchkopfes zum Ziel geführt. Dieser orientiert sich an elektromagnetischen Emissionen (Radar, Störsysteme), welche das Ziel aussendet. Verliert die Rakete das Ziel, wird der aktive Radarsuchkopf wieder aktiviert. Sobald das Ziel erfasst wurde, sinkt der Lenkflugkörper wieder tiefer. In einer Entfernung von rund 20 km zum Ziel trennt sich die dritte 3P52–Stufe ab. Diese besteht aus den Hauptbaugruppen Suchkopf, Sprengkopf und Feststoffraketentriebwerk. Das Raketentriebwerk beschleunigt die dritte Stufe auf eine Geschwindigkeit von rund Mach 2,9. Der Zielanflug erfolgt in einer Flughöhe von drei bis fünf Metern (je nach Seegang). Während des Zielanfluges führt die Rakete nach dem Zufallsprinzip abrupte Ausweichmanöver durch. Der Einschlag im Ziel erfolgt auf Wellenhöhe im Schiffsrumpf. Der 200 kg schwere Penetrations-Sprengkopf zündet zeitverzögert im Schiffsinneren.
Der Lenkflugkörper trägt im GRAU-Index die Bezeichnung 3M54. Die Exportversion wird 3M54E bezeichnet und verfügt über eine reduzierte Reichweite von 220 km. Der NATO-Codename lautet SS-N-27 Sizzler. 3M54E1 ist eine nur zweistufige Exportausführung, die auf dem Flugkörperrumpf der 3M14 basiert. Anstelle des sich separierenden Gefechtskopfs ist ein 400 kg schwerer Penetrations-Gefechtskopf vorgesehen, der bis zum Einschlag an der zweiten Stufe des Flugkörpers verbleibt.

#### Technische Daten
| Lenkwaffe           | 3M54                                          | 3M54T                                         | 3M54E (Export)                                | 3M54E1 (Export)       | 3M54TE (Export)                              | 3M54TE1 (Export)      |
| ------------------- | --------------------------------------------- | --------------------------------------------- | --------------------------------------------- | --------------------- | -------------------------------------------- | --------------------- |
| Startplattform      | U-Boot                                        | Schiff (VLS)                                  | U-Boot                                        | U-Boot                | Schiff (VLS)                                 | Schiff (VLS)          |
| Länge               | 8,22 m                                        | 8,92 m                                        | 8,22 m                                        | 6,20 m                | 8,92 m                                       | 8,92 m                |
| Rumpfdurchmesser    | 514 mm                                        | 514 mm                                        | 514 mm                                        | 514 mm                | 514 mm                                       | 514 mm                |
| Spannweite          | 2100 mm                                       | 2100 mm                                       | 2100 mm                                       | 3080 mm               | 2100 mm                                      | 3080 mm               |
| Gewicht             | unbekannt                                     | unbekannt                                     | 2300 kg                                       | 1780 kg               | 3655 kg                                      | 3210 kg               |
| Sprengkopf          | 200 kg panzerbrechend                         | 200 kg panzerbrechend                         | 200 kg panzerbrechend                         | 400 kg panzerbrechend | 200 kg panzerbrechend                        | 400 kg panzerbrechend |
| Einsatzreichweite   | 600 km                                        | 600 km                                        | 220 km                                        | 275–300 km            | 220 km                                       | 275–300 km            |
| Fluggeschwindigkeit | Marschflug: Mach 0,6–0,8; Zielanflug Mach 2,9 | Marschflug: Mach 0,6–0,8; Zielanflug Mach 2,9 | Marschflug: Mach 0,6–0,8; Zielanflug Mach 2,9 | Mach 0,6–0,8          | Marschflug: Mach 0,6–0,8 Zielanflug Mach 2,9 | Mach 0,6–0,8          |
| Flugprofil          | Tiefflug 5–20 m                               | Tiefflug 5–20 m                               | Tiefflug 5–20 m                               | Tiefflug 5–20 m       | Tiefflug 5–20 m                              | Tiefflug 5–20 m       |

Technische Daten aus

### 3M14

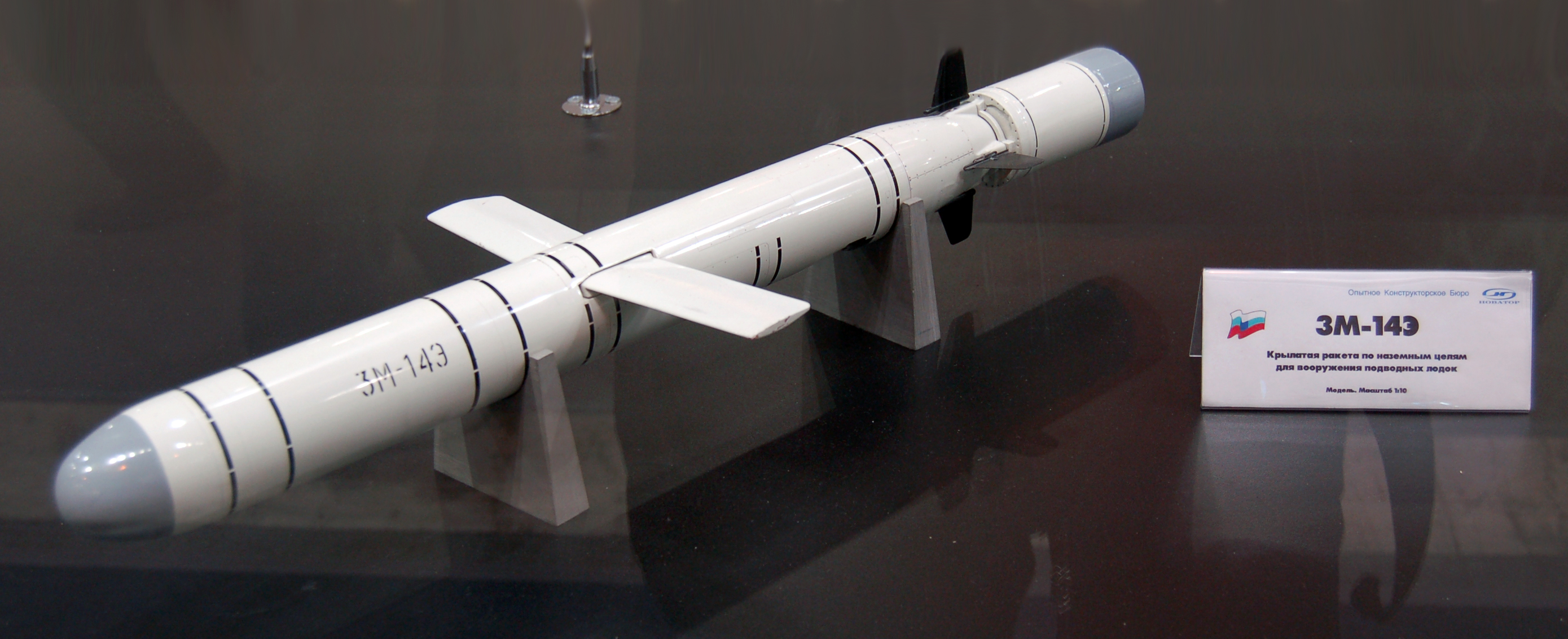
Modell einer 3M14E

Der Lenkflugkörpertyp 3M14 ist ein Marschflugkörper zur Bekämpfung von stationären Landzielen. Der Codename des US DoD lautet SS-N-30 Sagaris. Der Start des Marschflugkörpers erfolgt wie bei der See-See-Lenkwaffe mit Hilfe eines Feststoffboosters und anschließender Zündung des Marschtriebwerks als zweite Stufe. Es sorgt für eine Fluggeschwindigkeit von Mach 0,6 bis 0,8. Der Marschflug erfolgt über dem Meer in einer Höhe von 20 m. Über dem Land fliegt 3M14 im Konturenflug in einer Flughöhe zwischen 50 und 150 m. Ein Radar-Höhenmesser sorgt für den nötigen Sicherheitsabstand zwischen der Lenkwaffe und der Erdoberfläche. Die Navigation während des Marschfluges erfolgt mittels eines kombinierten INS/GPS-Lenksystems. Das System verfügt über einen mehrkanaligen Empfänger für die Satelliten-Navigationssysteme GLONASS und GPS. Je nach Verfügbarkeit wählt das Lenksystem automatisch eines der beiden Satelliten-Signale aus. Für den Flugweg können bis zu 15 Navigations-Wegpunkte bestimmt werden, deren vereinfachte Signaturen im Bordcomputer abgespeichert werden. Beim Überfliegen der Wegpunkte vermisst das RWE-Typ-B-Navigationsradar die zuvor eingespeicherten Höhenprofile des überflogenen Gebietes und vergleicht sie mit den eingespeicherten Geländedaten des Soll-Flugpfades. Durch eine Vergleichsrechnung zwischen Soll- und vermessener Position wird dann eine Kurskorrektur errechnet. Für den Zielanflug kommt ein radarbasierter DSMAC-Suchkopf (Gelände-Kontur-Abgleich) zum Einsatz und der Flugkörper sinkt auf eine Flughöhe von 20 m. Im Zielgebiet sucht das ARGS-14-Radar die zuvor eingespeicherten Strukturen und vermisst deren Lage im Raum. Durch eine Vergleichsrechnung zwischen Soll- und vermessener Position wird dann eine Kurskorrektur errechnet und das Ziel angeflogen. Auch kann das Ziel anhand von radarreflektierenden Referenzpunkten, deren Position im Verhältnis zum Zielpunkt bekannt ist, angeflogen werden. Der ARGS-14-Radarsuchkopf hat eine Erfassungsreichweite von rund 20 km, wobei der Suchsektor im Azimut +/−45° beträgt und im Höhenwinkel bei +10/−20° liegt. Gemäß Herstellerangaben liegt die Treffgenauigkeit bei fünf bis zehn Metern. Der Marschflugkörper kann mit einem rund 500 kg schweren Splittergefechtskopf, Bomblets (Streumunition) oder einem Nukleargefechtskopf bestückt werden. Der Zünder hat unterschiedliche Modi und kann in Abhängigkeit zur Zielbeschaffenheit entsprechend eingestellt werden (Aufschlag oder Überflug).
Die U-Boot-gestützte Ausführung 3M14 hat eine Reichweite von 1500 bis 2500 km. Die Ausführung 3M14T/S für den Start von Überwasserschiffen hat eine Reichweite von 1600 bis 2600 km.

#### Technische Daten
| Lenkwaffe           | 3M14                                                             | 3M14T/S                                                          | 3M14E (Export)              | 3M14TE (Export)             | 3M14EE (Export)                             |
| ------------------- | ---------------------------------------------------------------- | ---------------------------------------------------------------- | --------------------------- | --------------------------- | ------------------------------------------- |
| Startplattform      | U-Boot                                                           | Schiff (VLS)                                                     | U-Boot                      | Schiff (VLS)                | Schiff (VLS)                                |
| Länge               | 6,20 m                                                           | 8,90 m                                                           | 6,20 m                      | 8,90 m                      | 8,90 m                                      |
| Rumpfdurchmesser    | 514 mm                                                           | 514 mm                                                           | 514 mm                      | 514 mm                      | 514 mm                                      |
| Spannweite          | 3080 mm                                                          | 3080 mm                                                          | 3080 mm                     | 3080 mm                     | 3080 mm                                     |
| Gewicht             | ~2300 kg                                                         | unbek.                                                           | 1770 kg                     | 1951 kg                     | unbek.                                      |
| Sprengkopf          | ~500-kg-Splittergefechtskopf, Streumunition, Nukleargefechtskopf | ~500-kg-Splittergefechtskopf, Streumunition, Nukleargefechtskopf | 450-kg-Splittergefechtskopf | 450-kg-Splittergefechtskopf | ~500-kg-Splittergefechtskopf, Streumunition |
| Einsatzreichweite   | 1500–2500 km                                                     | 1600–2600 km                                                     | 275–300 km                  | 275–300 km                  | 275–300 km                                  |
| Fluggeschwindigkeit | Mach 0,6–0,8                                                     | Mach 0,6–0,8                                                     | Mach 0,6–0,8                | Mach 0,6–0,8                | Mach 0,6–0,8                                |
| Flugprofil          | Konturenflug 20–150 m                                            | Konturenflug 20–150 m                                            | Konturenflug 20–150 m       | Konturenflug 20–150 m       | Konturenflug 20–150 m                       |

Technische Daten aus

### 91R

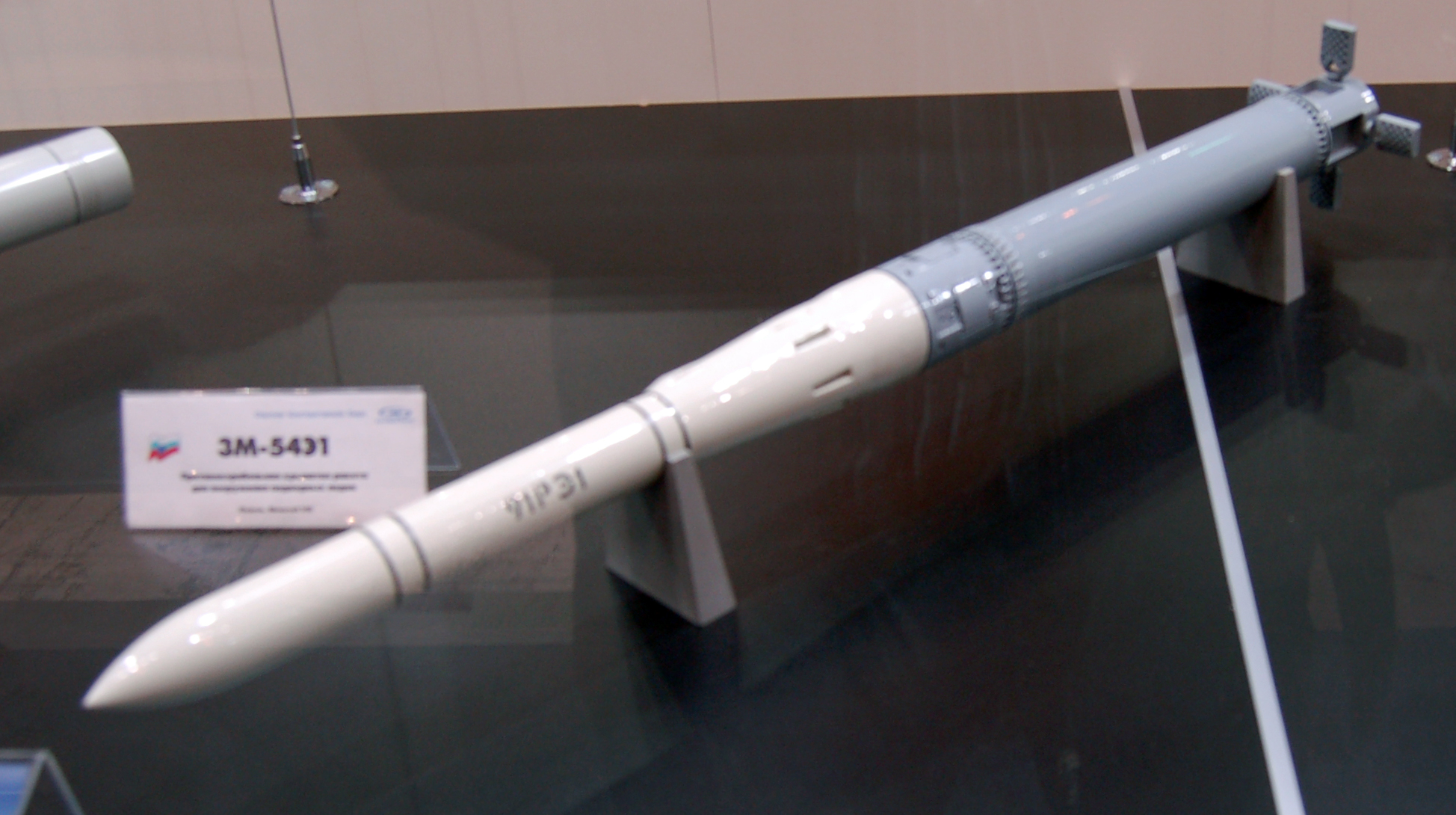
Modell einer 91RE1

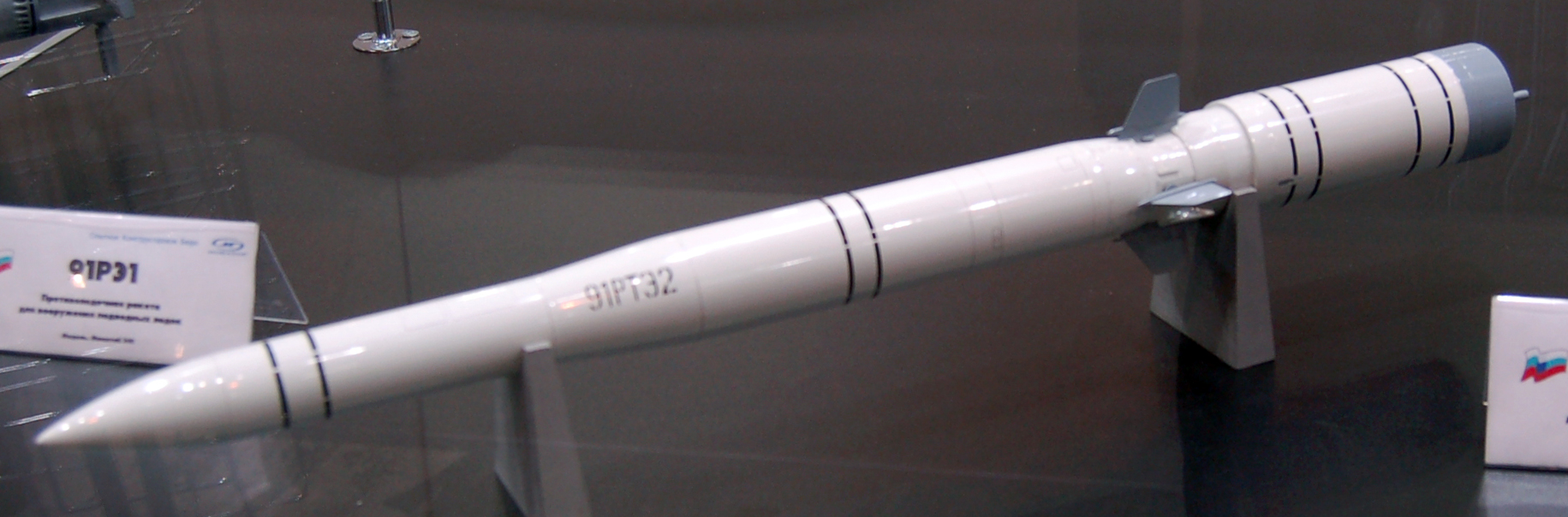
Modell einer 91RTE2

Die Lenkwaffe 91R dient zur Bekämpfung von getauchten U-Booten. Sie ist eine Kombination aus einem Flugkörper und einem U-Jagd-Torpedo APR-3ME oder MPT-1ME. Nach dem Abfeuern fliegt der Flugkörper auf einer ballistischen Flugbahn in ein vordefiniertes Gebiet, in dem sich das gegnerische U-Boot befindet. An einer vorausberechneten Position wird der Raketenantrieb abgesprengt und der Torpedo schwebt an einem Fallschirm ins Wasser. Beim Auftreffen auf die Wasseroberfläche löst sich der Fallschirm vom Torpedo, der nun abtaucht und selbstständig mit der Suche nach dem U-Boot beginnt. Der MPT-1ME-Torpedo hat eine Länge von 3,05 m, einen Durchmesser von 324 mm und wiegt 325 kg. Er kann U-Boote in einer Tiefe von 16 bis 500 m bekämpfen. Die maximale Geschwindigkeit des Torpedos liegt bei 50 Knoten (rund 93 km/h) und die maximale Reichweite bei 13 km. Der Start der 91R-Lenkwaffe kann aus einer Tauchtiefe von 20 bis 150 m bei maximal 15 Knoten Fahrt erfolgen.

#### Technische Daten
| Lenkwaffe           | 91RE (81RU Otwet)     | 91RE1 (Export)  | 91RTE2 (Export) |
| ------------------- | --------------------- | --------------- | --------------- |
| Startplattform      | U-Boot & Schiff (VLS) | U-Boot          | Schiff (VLS)    |
| Länge               | 7,65 m                | 7,65 m          | 6,20 m          |
| Rumpfdurchmesser    | 533 mm                | 533 mm          | 533 mm          |
| Spannweite          | unbekannt             | unbekannt       | unbekannt       |
| Gewicht             | unbekannt             | 2050 kg         | 1200 kg         |
| Nutzlast            | APR-3M-Torpedo        | APR-3ME-Torpedo | MPT-1ME-Torpedo |
| Einsatzreichweite   | 50 km                 | 50 km           | 40 km           |
| Fluggeschwindigkeit | Mach 2,5              | Mach 2,5        | Mach 2,0        |
| Flugprofil          | ballistisch           | ballistisch     | ballistisch     |

Technische Daten aus

## Nutzerstaaten
- Algerien – Die algerische Marine verwendet Klub-S auf den U-Booten der Kilo-Klasse.[24]
- Volksrepublik China – Die Marine der Volksrepublik China verwendet Klub-S auf den U-Booten der Kilo-Klasse und die Ausführung Klub-N auf den Überwasserschiffen.[16][24]
- Indien – Die indische Marine verwendet Klub-S auf den U-Booten der Sindhughosh-Klasse. Die Ausführung Klub-N kommt auf den Fregatten der Talwar-Klasse zum Einsatz.[24]
- Iran – Die iranische Marine verwendet Klub-S auf den U-Booten der Kilo-Klasse.[24]
- Russland – Folgende Schiffklassen der Russischen Seekriegsflotte sind (oder werden) mit Kalibr-Lenkwaffen ausgerüstet: Die Korvetten der Bujan-M-Klasse (Projekt 21631), Stereguschtschi-Klasse (Projekt 20380) und Gremjaschtschi-Klasse (Projekt 20385).[20] Die Fregatten der Admiral-Gorschkow-Klasse (Projekt 22350) und Admiral Grigorowitsch-Klasse (Projekt 11356M). Die U-Boote der Lada-Klasse (Projekt 677) und der Granay-Klasse (Projekt 885).[25] Daneben sollen die U-Boote des Projekt 949A (K-150 Tomsk[26]) und die Kreuzer des Projekts 1144 im Zuge ihrer Modernisierung mit Kalibr-Lenkwaffen ausgerüstet werden.[27] Weiter können auch Boote des Projektes 636.3 mit Kalibr-Marschflugkörpern nachgerüstet werden.[28] Die mutmaßliche Stationierung landgestützter Kalibr wurde von den USA im Jahr 2017 als Bruch der INF-Vereinbarung zum Produktionsverbot von Flugkörpern mittlerer Reichweite gewertet.[29]
- Vietnam: Die vietnamesische Marine verwendet Klub-S auf den U-Booten der Kilo-Klasse.[30]

## Einsatz

### Russischer Militäreinsatz in Syrien
Der erste Gefechtseinsatz von Kalibr-NK-Marschflugkörpern erfolgte im russischen Militäreinsatz im Bürgerkrieg in Syrien. Am 7. Oktober 2015 starteten Schiffe der Kaspischen Flottille 26 3M14T-Marschflugkörper vom Kaspischen Meer aus gegen Ziele in Syrien. Die Entfernung zu den Zielen betrug rund 1500 Kilometer. Davon soll nach Angaben eines nicht genannt werden wollenden Mitarbeiters des US-Verteidigungsministeriums mindestens eine nicht das vorgegebene Ziel, sondern ein iranisches Dorf in der Nähe der Stadt Takab (auch Tekab transliteriert) getroffen haben.
Der erste Gefechtseinsatz der U-Boot-gestützten Ausführung Kalibr-PL erfolgte am 8. Dezember 2015 durch das Projekt-636-U-Boot Rostow-na-Donu. Das U-Boot startete aus dem Mittelmeer mehrere Kalibr-Marschflugkörper gegen IS-Ziele in Syrien.
Am 19. August 2016 wurden im russischen Militäreinsatz in Syrien von den Korvetten Seljony Dol und Serpuchow Kalibr-Marschflugkörper gegen Kommandoposten, Munitionsdepots und Waffenfabriken der Al-Nusra-Front bei Dar Taaza eingesetzt.
Bis Ende 2018 setzten die Russischen Streitkräfte rund 90 Kalibr-Marschflugkörper gegen Ziele in Syrien ein. Westliche Nachrichtendienste erkennen in diesen Einsätzen keinen taktischen Wert. Ihren Beobachtungen zufolge dienten diese Einsätze dem Waffentest sowie der Waffendemonstration.

### Russischer Überfall auf die Ukraine 2022
Beim russischen Überfall auf die Ukraine 2022 starteten die Streitkräfte Russlands in den ersten Tagen vermutlich 30 bis 40 Marschflugkörper vom Typ 3M14 gegen Ziele in der Ukraine. Die Angriffe richteten sich gegen militärische Führungseinrichtungen, Flugplätze sowie gegen Stellungen der S-300P-Flugabwehrraketensysteme. Im weiteren Kriegsverlauf erfolgten weitere Einsätze mit 3M14-Marschflugkörper u. a. gegen Energieversorgungsanlagen in Kiew, Lwiw, Mariupol, Saporischschja, Riwne und Winnyzja. Gemäß Schätzungen sollen die Streitkräfte Russlands bis Ende 2022 über 600 3M14-Marschflugkörper gegen Ziele in der Ukraine gestartet haben.